# C24H32N2O5
化学式C24H32N2O5（摩尔质量：428.521 g/mol）可以指：
- 贝多拉君，CAS号：194785-19-8
- 法利帕米，CAS号：77862-92-1

|  | 这个同类索引页列出了具有相同分子式的化学物（即同分異構體）条目。 除非您是有意链接至本页，否则应将相应条目的内部链接指向正确的条目。 |